# Specklinia ximenae
Specklinia ximenae är en orkidéart som beskrevs av Carlyle August Luer. Specklinia ximenae ingår i släktet Specklinia och familjen orkidéer. Inga underarter finns listade i Catalogue of Life.